# Петрівська сільська рада (Кодимський район)
Петрі́вська сільська́ ра́да — адміністративно-територіальна одиниця та орган місцевого самоврядування в Кодимському районі Одеської області. Адміністративний центр — село Петрівка.

## Загальні відомості
Петрівська сільська рада утворена в 1936 році.
- Територія ради: 60,36 км²
- Населення ради: 1 059 осіб (станом на 2001 рік)

## Населені пункти
Сільській раді підпорядковані населені пункти:
- с. Петрівка
- с. Олександрівка
- с. Стримба

## Населення
Згідно з переписом УРСР 1989 року чисельність наявного населення села становила 1173 особи, з яких 492 чоловіки та 681 жінка.
За переписом населення України 2001 року в селі мешкали 1033 особи.

### Мова
Розподіл населення за рідною мовою за даними перепису 2001 року:
| Мова       | Відсоток |
| ---------- | -------- |
| українська | 94,71 %  |
| молдовська | 2,36 %   |
| російська  | 2,27 %   |
| білоруська | 0,19 %   |
| болгарська | 0,09 %   |
| угорська   | 0,09 %   |
| інші       | 0,29 %   |

## Склад ради
Рада складається з 12 депутатів та голови.
- Голова ради: Балтян Володимир Васильович
- Секретар ради: Ямпольська Лариса Андріївна

### Керівний склад попередніх скликань
| Прізвище, ім'я, по батькові  | Основні відомості                                                                     | Дата обрання | Дата звільнення |
| ---------------------------- | ------------------------------------------------------------------------------------- | ------------ | --------------- |
| Малецький Дмитро Миколайович | Сільський голова, 1951 року народження, член Народної партії                          | 26.03.2006   | 31.10.2010      |
| Балтян Володимир Васильович  | Сільський голова, 1971 року народження, освіта середня загальна, член Партії регіонів | 31.10.2010   |                 |

Примітка: таблиця складена за даними сайту Верховної Ради України

### Депутати
За результатами місцевих виборів 2010 року депутатами ради стали:

#### За суб'єктами висування
| Суб'єкт висування                                       | Кількість обраних депутатів | %    |
| ------------------------------------------------------- | --------------------------- | ---- |
| Партія регіонів                                         | 9                           | 75   |
| Політична партія Всеукраїнське об'єднання «Батьківщина» | 2                           | 16,7 |
| Політична партія «Сильна Україна»                       | 1                           | 8,3  |

#### За округами
| № округу                                                | Прізвище, ім'я, по батькові | Дата визнання обраним | Освіта             | Партійна приналежність                        | Відомості про обраного депутата                                                                                  |
| ------------------------------------------------------- | --------------------------- | --------------------- | ------------------ | --------------------------------------------- | --- |
| Партія регіонів                                         |                             |                       |                    |                                               | |
| 3                                                       | Ямпольська Лариса Андріївна | 04.11.2010            | середня спеціальна | член Партії регіонів                          | Петрівська сільська рада, секретар                                                                               |
| 4                                                       | Носач Олександр Васильович  | 04.11.2010            | середня спеціальна | член Партії регіонів                          | Петрівський фельдшерсько-акушерський пункт, фельдшер                                                             |
| 5                                                       | Попова Ольга Федорівна      | 04.11.2010            | середня спеціальна | позапартійна                                  | Петрівська бібліотека, бібліотекар                                                                               |
| 7                                                       | Капкан Людмила Миколаївна   | 04.11.2010            | середня            | член Партії регіонів                          | Олександрівський фельдшерсько-акушерський пункт, молодша медсестра                                               |
| 8                                                       | Петренко Катерина Павлівна  | 04.11.2010            | середня            | член Партії регіонів                          | територіальний центр соціального обслуговування (надання соціальних послуг) Кодимської РДА, соціальний працівник |
| 9                                                       | Слюсар Михайло Ілліч        | 04.11.2010            | середня спеціальна | член Партії регіонів                          | Вапнярська дистанція Абомеліково, бригадир пч 21                                                                 |
| 10                                                      | Дондук Галина Флоріанівна   | 04.11.2010            | середня спеціальна | член Партії регіонів                          | пенсіонер |
| 11                                                      | Амосов Сергій Миколайович   | 04.11.2010            | середня спеціальна | член Партії регіонів                          | тимчасово не працює                                                                                              |
| 12                                                      | Балашова Любов Василівна    | 04.11.2010            | середня            | член Партії регіонів                          | тимчасово не працює                                                                                              |
| Політична партія Всеукраїнське об'єднання «Батьківщина» |                             |                       |                    |                                               | |
| 1                                                       | Носач Галина Іванівна       | 04.11.2010            | вища               | член Всеукраїнського об'єднання «Батьківщина» | Петрівська загальноосвітня школа, вчитель                                                                        |
| 2                                                       | Куцин Наталія Юріївна       | 04.11.2010            | середня спеціальна | член Всеукраїнського об'єднання «Батьківщина» | Залізнична станція, черговий                                                                                     |
| Політична партія «Сильна Україна»                       |                             |                       |                    |                                               | |
| 6                                                       | Красовська Тетяна Дмитрівна | 04.11.2010            | вища               | член Політичної партії «Сильна Україна»       | Товариство «Ясні зорі», бухгалтер                                                                                |